# IC 2787
IC 2787 ist eine spiralförmige Zwerggalaxie vom Hubble-Typ Scd im Sternbild Löwe auf der Ekliptik. Sie ist schätzungsweise 36 Millionen Lichtjahre von der Milchstraße entfernt.
Das Objekt wurde am 27. März 1906 vom deutschen Astronomen Max Wolf entdeckt.